# Gornji Dubič
Gornji Dubič (cyr. Горњи Дубич) – wieś w Serbii, w okręgu rasińskim, w gminie Trstenik. W 2011 roku liczyła 79 mieszkańców.